# Деяны
Деяны — деревня в Опочецком районе Псковской области России. Входит в состав Глубоковской волости.

## География
Расположена в 4 км к югу от города Опочка.

## Население
| 2001 | 2002 | 2010 | 2013 | 2014 | 2015 | 2016 |
| ---- | ---- | ---- | ---- | ---- | ---- | ---- |
| 68   | ↘48  | ↘41  | ↗51  | ↘50  | ↘45  | ↘44  |

Численность населения по состоянию на начало 2001 года составляла 68 человек.

## История
С 1995 до 2005 года деревня входила в состав Краснооктябрьской волости с центром в д. Балахи, с 2006 до 2015 года — в состав Звонской волости.